# Der Bockerer II – Österreich ist frei
Der Bockerer II – Österreich ist frei ist ein österreichischer Spielfilm aus dem Jahr 1996 von Franz Antel. Es handelt sich um den zweiten Teil der Der Bockerer-Reihe.

## Handlung

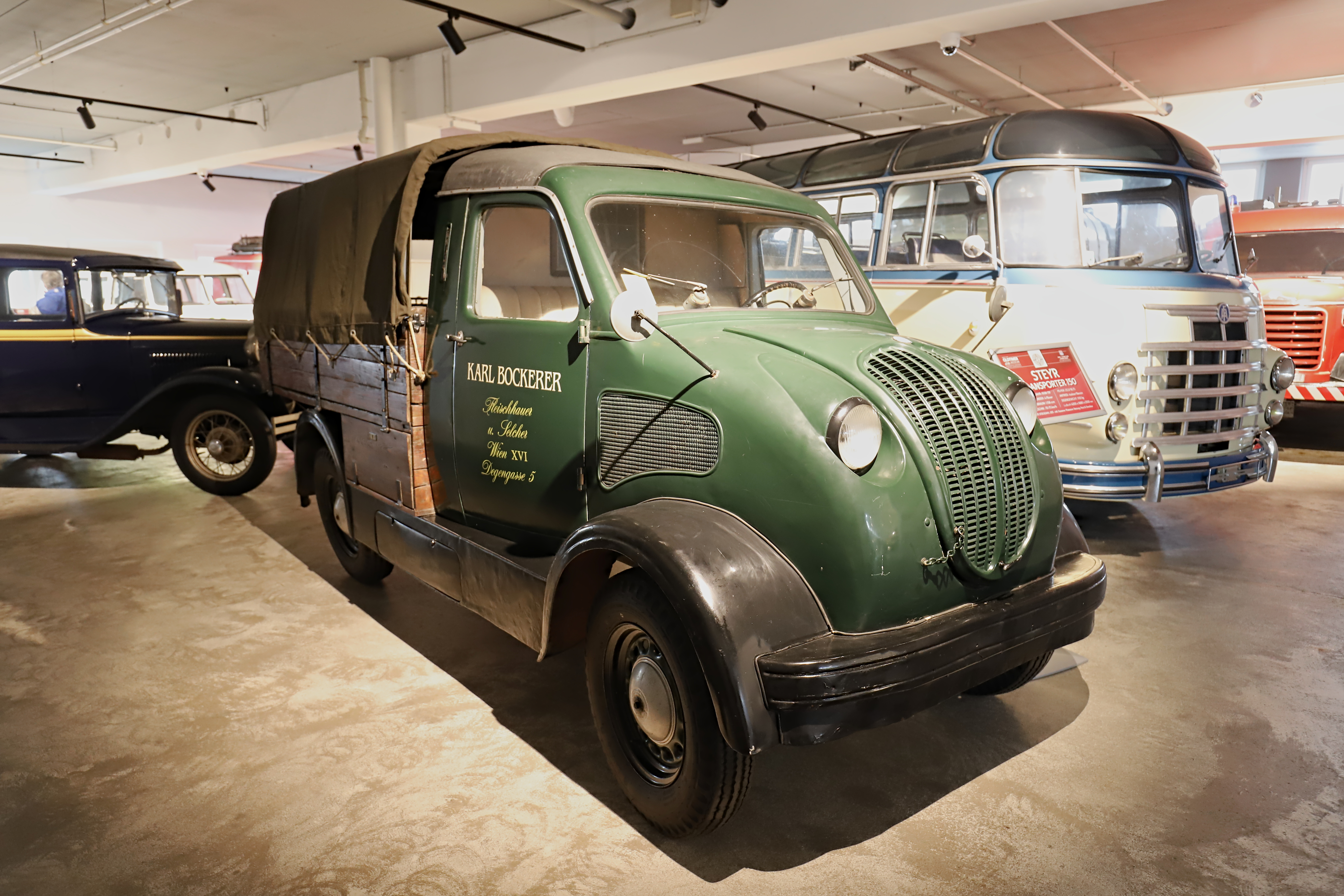
Der im Film eingesetzte Lieferwagen vom Typ Steyr 150

Im besetzten Wien der Nachkriegsjahre ist es abermals Karl Bockerer, der auf charmant-trotzige Weise den herrschenden Mächten Paroli bietet. Diesmal richtet sich seine Verbissenheit gegen die sowjetischen Besatzer. Der Bockerer II zeigt die triste Lage Österreichs nach dem Krieg auf, in der sich die Befreiten noch lange nicht frei fühlen konnten.
Bockerer macht Geschäfte mit den sowjetischen Besatzern, zweigt jedoch immer wieder kleinere Fleischmengen ab, die er einem Kinderheim zugutekommen lässt. Währenddessen gerät der Kriegsheimkehrer Gustl in die Fänge von Gstettner, der seine NS-Vergangenheit zu vertuschen versucht und zusammen mit dem sowjetischen Major Popov Schleichhandel betreibt. Bockerer lernt auf der sowjetischen Kommandantur die junge Dolmetscherin Elena von der Roten Armee kennen. Als sie erfährt, dass ihr Vater in Sibirien in Lagerhaft gestorben ist, beschließt sie zu desertieren und wendet sich an Bockerer um Hilfe. Einzig und allein eine Heirat mit einem Österreicher und die Flucht in die amerikanische Besatzungszone könne sie noch retten. Bockerer sucht daher einen Österreicher, der Elena gegen Bezahlung heiratet, und gerät so an Gstettner, der den Tod von Bockerers Sohn im Krieg verschuldet hatte, und Gustl, der von Gstettner wegen Schulden zur geplanten Scheinehe gezwungen wird. Als Bockerer Gstettner erkennt, kommt es zu einer heftigen Auseinandersetzung, und beide werden von sowjetischen Soldaten verhaftet. Während Gstettner und Major Popov nach Sibirien deportiert werden, kommt Bockerer dank Major Nowotny, einem alten Freund, der einst aus Wien in die Sowjetunion emigriert war, frei. Währenddessen lernen sich Gustl und Elena kennen und verlieben sich ineinander – anfangs ohne zu wissen, dass sie die im Rahmen der geplanten Scheinehe füreinander bestimmten Partner waren. Bockerer verhilft Gustl und Elena mit neuen Papieren zur Flucht in die amerikanische Besatzungszone. Durch seinen selbstlosen Einsatz kommt das Liebesabenteuer zu einem glücklichen Happy End und er und seine Freunde können sich wieder beruhigt dem donnerstäglichen Tarockieren widmen. Dem Zuseher bleibt am Ende noch der Ausblick auf das freie Österreich und natürlich die Kapitulation vor dem sprichwörtlich befreienden Humor des Karl Bockerer.

## Produktionsnotizen
Immer wieder war Franz Antel zu einer Fortsetzung des Bockerer gedrängt worden, aber die Finanzierung des Projekts erwies sich als großes Problem. Nicht zuletzt durch den Einsatz führender Politiker, darunter Bundeskanzler Franz Vranitzky, Bürgermeister Michael Häupl, Landeshauptmann Erwin Pröll und Bundespräsident Thomas Klestil konnte die Finanzierung gesichert werden.
Antel war sehr auf Originaltreue bedacht und engagierte deshalb auch für die Rolle des russischen Generals einen Schauspieler aus Moskau. Am neunten Drehtag stand eine Schlüsselszene in der russischen Kommandantur auf dem Plan, und das Palais Epstein war dazu mit einem riesigen Sowjetstern und einem überdimensionalen Stalin-Bild ausgestattet worden. Da erfuhr Antel, dass gerade der deutsche Bundeskanzler Helmut Kohl eine offizielle Wien-Visite absolvierte, und so ließ er, um keinen Zwischenfall zu riskieren, die kommunistischen Symbole verhüllen. Der Film wurde dennoch rechtzeitig fertig.
Auf Wunsch des Bundeskanzlers fand die Premiere am österreichischen Nationalfeiertag statt, an dem sich tausend Zuschauer im Wiener Apollo-Kino einfanden. Als danach bei der Premierenfeier im Rathaus der 83-jährige Antel vor das Mikrofon trat, erhielt er minutenlange Ovationen.

## Unterschiede zum ersten Film
Ist Karl Bockerer im ersten Teil noch am 20. April 1889 geboren, wird hier sein Geburtsjahr mit 1896 angegeben.
Das Enkelkind von Karl Bockerer heißt im ersten Teil Karl, hier wird er nun Hansi genannt.

## Auszeichnungen
- Österreichischer Filmpreis 1997
- Romy 1997 für den erfolgreichsten österreichischen Film
- Publikumspreis des Landes Mecklenburg-Vorpommern beim Filmkunstfest Schwerin